# Ruud van Megen
Ruud C.M.W. van Megen (* 10. Dezember 1959 in Heerlen) ist ein niederländischer Dramatiker, Drehbuchautor und Librettist.
Nach dem Gymnasium studierte er in Utrecht Niederlandistik sowie Literatur, danach in Amsterdam Theaterwissenschaften. 1987 begann er für den Film, das Theater und Fernsehen zu schreiben. Der erste Regisseur, der auf van Megen aufmerksam wurde, war der spätere Politiker John Leerdam. Der Regisseur Willem van de Sande Bakhuyzen (1957–2005) inszenierte drei seiner Arbeiten: De schrijver en de uitgever (dt. Der Autor und Verleger) (1989), Uiteengaan in subgroepen (dt. Die Trennung in Untergruppen) (1991) und De Egyptische schaatser (dt. Der Ägyptische Eisschnellläufer) (1998).
Anlässlich der 750-Jahr-Feier der Stadt Delft verfasste er 1996 das Libretto der Oper François Guyon des niederländischen Komponisten Kees Olthuis.
Sein bisher letztes Theaterstück De redenaar (dt. Der Redner) inszenierte im Jahr 2005 Porgy Franssen.

## Auszeichnungen
- 1988: Theaterpreis der Provinz Nordholland für Ein Gemälde in dem man leben kann
- 1994: Nipkow-schijf (Kritikerpreis des niederländischen Fernsehen) für Pleidooi
- 1995: Kritikerpreis für Der Ägyptische Eisschnellläufer dotiert mit 25.000 Gulden
- 1997: Holländischer Filmpreis für das Drehbuch von Karakter in Zusammenarbeit mit Mike van Diem (Bester Film des Jahres 1997)
- 1998: Oscar für Karakter (Kategorie: Bester ausländischer Film)
- 1999: 2. Platz am Prix Europa in Berlin für Der Ägyptische Eisschnellläufer, Regie: Willem van de Sande Bakhuyzen
- 2001: Emmy für All stars (Kategorie: Bestes ausländisches TV-Drama)
- 2005: Europäischer Filmpreis in Berlin für Der Redner, Nomination von Victor Löw für den Louis d’Or (Niederländischer Theaterpreis)